# Рудольф, Михаил Давыдович
Михаил Давыдович Рудольф (ум. 1867) — российский землемер, геодезист, топограф, картограф и таксатор, автор ряда специализированных изданий по своему профилю.
Об его детстве информации практически не сохранилось, да и прочие биографические сведения о нём очень скудны и отрывочны; известно лишь, что Михаил Давыдович Рудольф жил в Москве, где и умер в феврале 1867 года; наиболее наглядным свидетельством его работа являются оставшиеся после него географические труды, среди которых множество карт и планов (в основном Московской и Санкт-Петербургской губерний), которые для своего времени были наиболее точные и подробные. Среди них:
- «Москва, с топографическим указанием всей её местности и окрестностей», 3 ч., с планом, М. 1842, 12°.
- «Указатель местности в Кремле и Китае-городе столичного г. Москвы», Выпуск I, М. 1846; с планом.
- «Карта железной дороги между Санкт-Петербургом и Москвою», с 2 планами обеих столиц, М. 1851.
- «Историко-топографическое описание к плану Троице-Сергиевой лавры и ее окрестностей». Издание М. Неронова, М. 1859, в 16° д. л.
- «Описание местности Москвы и Санкт-Петербурга», М. 1852, 16°.
- «Топографическая подробная карта Московской губернии», на 2 листах, M. 1866.
- «План Москвы и окрестностей», M. 1853, 6-е издание, M. 1865 и 8-е — 1868.
- «Топографический Купеческий рядский Календарь к плану Московских рядов и гостинных дворов». Издание В. Руднева, M. 1862, 16°[3][1].